# فهد بن عبد الرحمن اليحيى
فهد بن عبد الرحمن بن صالح اليحيى فقيه وأستاذ جامعي سعودي، يعمل في كلية الشريعة والدراسات الإسلامية بجامعة القصيم.

## النسب
يرجع نسبه لأسرة «اليحيى» من «قبيلة الوهبة» من بني تميم.

## النشأة والتعليم
نشأ في مدينة بريدة ودرس بها المراحل الدراسية الأولى، ثم التحق بكلية الشريعة وأصول الدين بجامعة الإمام محمد بن سعود فرع القصيم، وفي أثناء ذلك كان يتلقى العلم على يد طائفة من أهل العلم، من أشهرهم الشيخ عبد العزيز بن باز وكان أكثر تلقيه العلم على يديه في فترة الصيف في الطائف. وقد قرأ عليه طرفا من كتاب (الاختيارات لشيخ الإسلام ابن تيمية) كما تلقى العلم أيضا على يد الشيخ محمد بن صالح العثيمين، وحفظ مختصر المنذري على يد الشيخ يحيى بن عبد العزيز اليحيى.
- حصل على الماجستير في الشريعة الإسلامية، في الفقه المقارن، وعنوان الرسالة «استيفاء الحقوق من غير قضاء»[4] بتقدير ممتاز مع مرتبة الشرف الأولى عام 1418 هـ (1998م) من جامعة الإمام محمد بن سعود الإسلامية بالرياض.
- حصل على الدكتوراه في الشريعة الإسلامية، في الفقه المقارن، وعنوان الرسالة (اختيارات شيخ الإسلام ابن تيمية من كتاب العارية إلى نهاية كتاب النكاح).[5] بتقدير ممتاز مع مرتبة الشرف الأولى عام 1424 هـ (2004م) من جامعة الإمام محمد بن سعود الإسلامية بالرياض.
- تمت ترقيته إلى أستاذ مشارك عام 1428 هـ، ثم إلى أستاذ عام 1432 هـ.[6]

## الجوائز والشهادات والدورات
- جائزة حفظ السنة النبوية.
- جائزة التميز البحثي.
- جائزة راشد بن حميد للثقافة والعلوم.

### من الدورات التي تلقاها
- نظم الجودة.
- التأهيل التكنولوجي لأعضاء هيئة التدريس بالجامعات السعودية.
- تطبيقات برنامج spss في البحث العلمي.
- استخدام الحاسب الآلي في التدريس.
- مقدمة في التعليم الالكتروني.
- التحكيم التجاري الدولي.
- التحيكم.
- الأسواق المالية الدولية الإسلامية.
- البنوك البريطانية وأعمالها المصرفية.

## أعماله ونشاطه العلمي

### التدريس في الجامعة في مرحلة البكالوريوس والماجستير والدكتوراه

#### المقررات التي درسها
- مدخل الفقه
- فقه عبادات (1)
- فقه عبادات (2)
- فقه معاملات (1)
- فقه معاملات (2)
- فقه الأسرة
- فقه الحدود
- فرائض (1)
- فرائض (2)
- فرائض (3)
- الاقتصاد الإسلامي
- مشروع بحثي
- البحث والمكتبات
- معاملات مالية معاصرة
- نظريات فقهية
- فقه معاملات
- طرق الإثبات
- الجرائم التعزيرية
- الفقه الطبي
- معاملات مالية
- تنظيم قضائي
- قضايا فقهية معاصرة
- الإجراءات الجزائية
- دراسة تحليلية لنصوص فقهية

### أقام عددا من الدروس والدورات العلمية والتدريبية منها
- دورة تحفيظ السنة النبوية نظمتها وزارة الشئون الإسلامية والدعوة والإرشاد عام 1422 هـ.
- دورة تحفيظ السنة النبوية نظمتها رئاسة الحرم المكي ورئاسة الحرم المدني من عام 1423-1426 هـ.
- الدورة الأولى في الفرائض نظمتها عمادة خدمة المجتمع بجامعة القصيم عام 1428 هـ.
- الدورة الثانية في الفرائض نظمتها عمادة خدمة المجتمع بجامعة القصيم عام 1428 هـ.
- دورة في شرح كتاب الفوائد الجلية في المباحث الفرضية للمؤلف عبد العزيز بن باز في فرع وزارة الشؤون الإسلامية في القصيم بالتعاون مع عمادة خدمة المجتمع بجامعة القصيم عام 1431 هـ.
- دورة تدريب معلمات الفرائض في إدارة التدريب التربوي التابع للإدارة العامة للتربية والتعليم للبنات بمنطقة القصيم في قاعة التدريب بمركز التدريب النسائي عام 1428 هـ.
- دورة تدريبية في منهجية طلب العلم الشرعي بعنوان (امش ولا تلتفت) في مركز جمعية تحفيظ القرآن الكريم للتدريب عام 1432 هـ.
- دورة في شرح كتاب عمدة الفقه لابن قدامة في فرع وزارة الشؤون الإسلامية والدعوة والإرشاد في تبوك عام 1432 هـ.
- دورة في مسائل البيع والمعاملات في قاعدة الملك عبد العزيز البحرية في الجبيل عام 1433 هـ.
- دورة في مسائل البيع والمعاملات في قاعدة الملك عبد العزيز البحرية في الجبيل عام 1434 هـ.
- دورة فقه المصلحة في الهيئة الإسلامية العالمية للتعليم في تركيا عام 1434 هـ.
- منهجية التفقه في فرع وزارة الشؤون الإسلامية والدعوة والإرشاد في الجبيل عام 1434 هـ.
- دورة في المعاملات المالية المعاصرة في قاعدة الملك عبد العزيز البحرية في الجبيل عام 1435 هـ.
- المعاملات المالية من كتاب إرشاد السالكين في قاعدة الملك عبد العزيز البحرية في الجبيل عام 1435 هـ.
- دورة في شرح نور البصائر في فرع وزارة الشؤون الإسلامية والدعوة والإرشاد في الجبيل عام 1435 هـ.
- دورة قواعد في فقه المصلحة في عمادة خدمة المجتمع بـ جامعة القصيم عام 1436 هـ.
- دورة «تكوين» (مدخل إلى العلوم الشرعية) بجامع الراجحي ببريدة عام 1436 هـ.</ref>.[7]</ref>.[8]
- دورة إعداد المدربين للأمن الفكري في وزارة الداخلية السعودية بالتعاون مع جامعة القصيم عام 1437 هـ.
- دورة النخبة في مركز النخب العلمية.[9]</ref>[10]..</ref>.[7][9][11]

### عضوية اللجان
- اللجنة الفرعية لمدونة الأحكام القضائية الصادرة بالأمر الملكي. .[12][13][14]...[15]
- لجنة المشكلات الأكاديمية في جامعة القصيم
- لجنة التطوير والمتابعة في كلية الشريعة بـجامعة القصيم
- فريق التطوير البحثي لأعضاء هيئة التدريس في كلية الشريعة بـجامعة القصيم
- لجنة الدراسات العليا في كلية الشريعة والدراسات الإسلامية بـجامعة القصيم
- لجنة جودة الدراسات العليا في كلية الشريعة والدراسات الإسلامية بـجامعة القصيم
- لجنة مراجعة برنامج الدكتوراه في الفقه المقارن في كلية الشريعة والدراسات الإسلامية بجامعة القصيم

### عضوية المجالس
- مجلس الدراسات العليا في جامعة القصيم
- المجلس الاستشاري لكلية الشريعة وأصول الدين بـجامعة القصيم

### عضوية الجمعيات
- عضو الجمعية الفقهية السعودية.
- عضو مجلس إدارة الجمعية العلمية للمصرفية الإسلامية «سابقا».
- عضو الهيئة الإسلامية العالمية للاقتصاد والتمويل.
- رئيس بيت الخبرة «خبير» للاستشارات القضائية والنظامية والتحكيم. .[16]
- عضو بيت الخبرة «تعليم» للاستشارات الشرعية والدراسات الإسلامية. .[16]

## البحوث والمؤلفات العلمية
- اختيارات شيخ الإسلام ابن تيمية من كتاب العارية إلى نهاية كتاب النكاح - طبعة دار كنوز أشبيليا.[17]
- استيفاء الحقوق من غير قضاء - طبعة دار كنوز أشبيليا
- تقريب بلوغ المرام - طبعة دار ابن الجوزي.[18][19]
- زكاة الدين المؤجل في المعاملات المالية المعاصرة - قدم إلى المجمع الفقهي الإسلامي في دورته الواحدة والعشرين ونشر في مجلته.[20][21][22]
- العوض المتغير في البيع والإجارة - قدم إلى المجمع الفقهي الإسلامي في دورته الثانية والعشرين ونشر في مجلته.[23]
- التكييف الفقهي للسهم في الشركات المساهمة وأثره على أحكامها - طبعة دار كنوز اشبيليا.
- منهج الفتوى في القضايا الفقهية المعاصرة - مؤتمر الفتوى في جامعة القصيم.[24]
- الاجتهاد الجماعي بين الواقع والمأمول مجمع الفقه الإسلامي الدولي أنموذجا - مؤتمر الاجتهاد في ماليزيا.
- عدد ركعات التراويح مجلة جامعة أم درمان الإسلامية وطبعته دار كنوز أشبيليا.
- وقت الرمي أيام التشريق وطبعته دار كنوز أشبيليا.[25]
- الاعتماد على تواطؤ الرؤى - طبعة حامل المسك.
- تخزين القرآن الكريم في الجوال وما يتعلق به من مسائل فقهية (طبع فيما بعد بعنوان القرآن الكريم في الجوال – مسائله الفقهية)- مجلة الشريعة والدراسات الإسلامية بجامعة أفريقيا العالمية وطبعته مطابع النرجس.[26]
- بيع الحلي (طبع فيما بعد بعنوان: أثر الصنعة في بيع الحلي)- مجلة صالح كامل للاقتصاد الإسلامي جامعة الأزهر وطبعته دار اللؤلؤة.
- تداول أسهم الشركات في مراحل نشأتها - مجلة القانون والدراسات الإسلامية جامعة صنعاء وطبعته دار اللؤلؤة.
- نصاب السرقة التي توجب الحد وآثاره الاجتماعية - المجلة العربية للدراسات الأمنية والتدريب الصادرة عن جامعة نايف العربية للعلوم الأمنية.
- أخطاء منهجية في دراسة القضايا المعاصرة - مركز التميز البحثي في فقه القضايا المعاصرة.
- الرد في الفرائض فقهاً وحساباً - مجلة العدل الصادرة عن وزارة العدل السعودية.[27]
- ضوابط الاختيار بين أقوال الفقهاء في مسائل الاقتصاد الإسلامي - المؤتمر العلمي السابع للاقتصاد الإسلامي.
- العول في الفرائض فقهاً وحساباً - مجلة جامعة الشارقة.
- برنامج فهرسة كتب وبحوث المعاملات المالية - مركز بحوث كلية الشريعة بجامعة القصيم.
- برنامج فهرسة الكتب والبحوث الفقهية الطبية - مركز بحوث كلية الشريعة بجامعة القصيم.
- برنامج تعليم الفقه والفرائض - مركز بحوث كلية الشريعة بجامعة القصيم.
- البنك الوقفي - كرسي ابن دايل لدراسات الأوقاف.[28][29]
- أثر الإمام أحمد في فقه المعاملات - ملتقى أعلام الإسلام الثاني الإمام أحمد.
- الخصائص الإيمانية للسلوك المالي في الإسلام في القرآن الكريم والسنة النبوية - كلية الدراسات الإسلامية والعربية بدبي.
- أحكام رمضانية – بحوث ومقالات - دار العقيدة.
- شروط التحكيم في الفقه الإسلامي - مجلة عجمان للدراسات والبحوث المجلد 15.
- قواعد في فقه الموازنات - جامعة أم القرى.
- «التأمين التعاوني عن طريق الدولة».[30]

### مقالات
- صناعة المجتهد والفقيه المعاصر.[31]
- الموقف من تعدد الفتاوى في المواقع.[32]
- هلال رمضان.. رؤية فقهية للحوار.[33][34]
- عمرة رمضان في شعبان.[35]
- قبل أن تنشر الرؤيا.[36][37]
- قد تصنع شيئا.[38]
- التصويت البايخ.[39]
- الوسطية في فهم النصوص الشرعية.[40]
- تغييب الخلاف.[41]
- تغيير شرط الواقف إلى ما هو أولى منه.[42]
- حلال أم حرام.[43]
- صيام الست والتوسعة في النوافل.[44]
- القبول في الكليات الشرعية.[45]
- هل بيع التقسيط ربا.[46]
- عاصفة الفهم.[47]
- أسلحة إعادة الأمل.[48]
- زكاة الفطر تطبيق جديد.[49]
- أيهما أفضل كثرة القراءة أم التدبر؟
- لا عمرة في رمضان.
- الوقف على النفس.
- أو تسريح بإحسان.

### مشاركات شعرية
له مشاركات شعرية كثيرة منها ما نشر في وسائل الإعلام ومنها ما نشر في وقته..
ومن القصائد المنشورة:
- قصيدة بعنوان «فداه دمي وصاغيتي» دفاعا عن الرسول صلى الله عليه وسلم.[50][51][52][53][54]
- قصيدة بعنوان «عاصفة الشعر في عاصفة الحزم».[55]
- قصيدة بعنوان «ماذا أقول» في رثاء الإمام عبد العزيز بن باز رحمه الله.[56][57][58]
- قصيدة بعنوان «أمي» في رثاء والدته - رحمها الله - .[59]

## مؤتمرات وندوات
- العلوم العربية والإسلامية واستشراف المستقبل في جامعة الفيوم كلية دار العلوم مصر عام 2006 م.
- مؤتمر أسواق الأوراق المالية والبورصات في جامعة الإمارات كلية الشريعة والقانون الإمارات عام 1428 هـ.
- الإبداع والحرية في الثقافات العربية والإسلامية في جامعة الفيوم كلية دار العلوم مصر عام 1428 هـ.
- الفضائيات الإسلامية واقعها وآفاقها في كلية الشريعة والدراسات الإسلامية بـ جامعة الكويت عام 1428 هـ.
- وضع المرأة المسلمة في المجتمعات المعاصرة في الجامعة الإسلامية العالمية ماليزيا عام 1428 هـ.
- المؤتمر الخيري الخليجي الثالث في دائرة الشئون الإسلامية بـدبي عام 1429 هـ.
- المؤتمر الدولي الأول للصكوك الإسلامية في مصرف البحرين المركزي عام 2008 م.
- مؤتمر الاجتهاد والإفتاء بين الواقع والمأمول في الجامعة الإسلامية العالمية ماليزيا عام 1429 هـ.
- مؤتمر التحكيم التجاري الدولي في فندق الانتركونتيننتال في أبوظبي جامعة الإمارات كلية القانون عام 1429 هـ.
- منتدى التقنيات المتقدمة في قاعة الملك فيصل للمؤتمرات في الرياض تنظيم مدينة الملك عبد العزيز للعلوم والتقنية عام 1429 هـ.
- المؤتمر العلمي السابع للاقتصاد الإسلامي في جامعة الملك عبد العزيز عام 1429 هـ.
- المنتدى الاقتصادي في فندق المملكة الغرفة التجارية في الرياض عام 1429 هـ.
- الملتقى الأول للتأمين التعاوني في الهيئة الإسلامية العالمية للاقتصاد والتمويل عام 1430 هـ.
- ندوة البركة 26 في فندق هيلتون جدة مجموعة البركة عام 1426 هـ.
- ندوة البركة 27 في فندق هيلتون جدة مجموعة البركة عام 1427 هـ.
- ندوة رؤية الهلال بين الشرع والفلك في نادي القصيم الأدبي بريدة عام 1427 هـ.
- ندوة البركة 28 في فندق هيلتون جدة مجموعة البركة عام 1428 هـ.
- ندوة زكاة الأراضي والمساهمات العقارية في فندق ماريوت الرياض الهيئة العالمية للاقتصاد والتمويل عام 1428 هـ.
- ندوة المفطرات الطبية المعاصرة في فندق الفهد الرياض موقع الفقه الإسلامي عام 1428 هـ.
- ندوة ضوابط التيسير في مناسك أيام التشريق في فندق الفهد الرياض موقع الفقه الإسلامي عام 1428 هـ.
- ندوة زكاة الأسهم والصناديق الاستثمارية في قاعة الملك فيصل للمؤتمرات في الرياض الهيئة العالمية للاقتصاد والتمويل عام 1429 هـ.
- ندوة البركة 29 في فندق هيلتون جدة مجموعة البركة عام 1429 هـ.
- ندوة البركة 30 في فندق هيلتون جدة مجموعة البركة عام 1430 هـ.
- حلقة نقاش التعويض عن السهم في فندق ماريوت الرياض الهيئة الإسلامية العالمية للاقتصاد والتمويل عام 1431 هـ.
- ندوة«المعاوضة على الحقوق» في قاعة الملك فيصل للمؤتمرات في الرياض/ موقع الفقه الإسلامي عام 1431 هـ.
- ندوة«نحو منهج علمي أصيل لدراسة القضايا الفقهية المعاصرة» في مركز التميز البحثي في فقه القضايا المعاصرة جامعة الإمام محمد بن سعود الرياض عام 1431 هـ.
- ندوة البركة 31 في فندق هيلتون جدة مجموعة البركة عام 1431 هـ.
- ورشة عمل مفاهيم الجودة والاعتماد في وحدة الجودة في كلية الشريعة بـجامعة القصيم عام 1431 هـ.
- مؤتمر الوطن والمواطنة في ميزان الشريعة الإسلامية في رابطة علماء الشريعة بدول مجلس التعاون الخليجي في الكويت عام 1432 هـ.
- المؤتمر الفلكي الإسلامي الخامس في الأردن عام 1432 هـ.
- الملتقى الثالث للتأمين التعاوني في الهيئة الإسلامية العالمية للاقتصاد والتمويل عام 1433 هـ.
- التورق المصرفي والحيل الربوية في جامعة عجلون الوطنية الخاصة عجلون الأردن عام 1433 هـ.
- الدورة الحادية والعشرين للمجمع الفقهي الإسلامي في رابطة العالم الإسلامي مكة المكرمة عام 1434 هـ.
- الملتقى العالمي للمبدعين في جامعة الإمام محمد بن سعود في الرياض عام عام 1434 هـ.
- أعلام الإسلام الثاني الإمام أحمد في مبرة الآل والأصحاب في الكويت عام 1434 هـ.
- الملتقى الأول لرابطة أئمة ألبانيا في ألبانيا عام 1434 هـ.
- المنهجية في طلب العلم الشرعي في أندونيسيا عام 1435 هـ.
- التعليم الشرعي في بلاد البلقان – المعالم وآفاق التجديد في سراييفو عام 2014 م.
- ندوة «الإسلام والتعليم» في نوفي بازار عام 2014 م.
- الحقوق العينية في جامعة القرويين بفاس المغرب عام 1434 هـ.
- ورشة عمل بعنوان (وضع تصور لإنشاء بنك وقفي إسلامي تعاوني) في الجامعة الإسلامية المدينة المنورة عام 1434 هـ.
- فقه الموازنات ودوره في الحياة المعاصرة في كلية الشريعة والدراسات الإسلامية بجامعة أم القرى السعودية عام 1434 هـ.
- المبدأ الاعتباري في رؤية الهلال في الجمعية الفقهية السعودية عام 1434 هـ.
- مؤتمر الفتوى واستشراف المستقبل في كلية الشريعة والدراسات الإسلامية في جامعة القصيم
- معيار مقترح في سد الذرائع في الجمعية السعودية للدراسات الفكرية عام 1434 هـ. .</ref>[60][61][62]
- المنصة العالمية الابتكارية لمنتجات الاقتصاد الإسلامي في سلطة المنطقة الحرة بمطار دبي «دافزا» عام 1436 هـ..</ref>.[63]</ref>.[64]</ref>.[65]</ref>[66]
- ندوة البيع بالسعر المتغير في المجمع الفقهي الإسلامي في رابطة العالم الإسلامي في مكة المكرمة عام 1438 هـ.

## وصلات خارجية
- الحصاد البحثي للدكتور/ فهد اليحيى نسخة محفوظة 3 أبريل 2017 على موقع واي باك مشين.
- مقالات الدكتور/ فهد اليحيى